# Temma Kaplan
Temma Kaplan es una historiadora estadounidense, que ha sido profesora en la Universidad de California en Los Ángeles, la Universidad Estatal de Nueva York y en Rutgers University.
Kaplan, que ha publicado diversos trabajos vinculados a la disciplina de los estudios de la mujer, es autora de títulos como Anarchists of Andalusia, 1868-1903 (Princeton University Press, 1977), Red City, Blue Period: Social Movements in Picasso's Barcelona (University of California Press, 1992), Crazy for Democracy: Women in Grassroots Movements (Routledge, 1997), Taking Back the Streets: Women, Youth, and Direct Democracy (University of California Press, 2003) y Democracy: A World History (Oxford University Press, 2015), entre otros.